# Ladožskaja
Ladožskaja (in russo:Ладожская) è una stazione della Linea Pravoberežnaja, la Linea 4 della metropolitana di San Pietroburgo. È stata inaugurata il 30 dicembre 1985.